# Полищук, Анатолий Денисович
Анатолий Денисович Полищук (3 июля 1940, Сталино, Украинская ССР — 16 декабря 1996, Новоазовск, Донецкая область, Украина) — бригадир горнорабочих очистного забоя шахты «Трудовая» производственного объединения «Донецкуголь» Министерства угольной промышленности Украинской ССР, Донецкая область. Герой Социалистического Труда (1981).

## Биография
Родился в 1940 году в семье в шахтёра в городе Сталино. В конце 1950-х годов начал свою трудовую деятельность на шахте № 5-бис «Трудовская» (с 1964 года — директор Владислав Андреевич Антипов) треста «Петровскуголь» (с 1974 года — производственное объединение «Донецкуголь») в родном городе. Затем служил в Советской Армии, после которой возвратился на родное производство. Трудился проходчиком, горнорабочим очистного забоя в бригаде Ивана Стрельченко. За выдающиеся трудовые достижения по итогам Девятой пятилетки (1971—1975) награждён Орденом Трудового Красного Знамени.
С середины 1970-х годов возглавлял бригаду горнорабочих очистного забоя на участке № 4. В течение нескольких лет бригада шахтёров под его руководством в каждую смену перевыполняла плановые задания, добывая в некоторые смены до трёх тысяч тонн угля. За годы Десятой пятилетки (1976—1980) трижды выдала на-гора по миллиону тонн угля. Член КПСС.
Указом Президиума Верховного Совета СССР от 2 марта 1981 года удостоен звания Героя Социалистического Труда за «выдающиеся производственные достижения, досрочное выполнение заданий десятой пятилетки и социалистических обязательств, проявленную трудовую доблесть» с вручением ордена Ленина и золотой медали «Серп и Молот».
В 1986 году избирался делегатом XXVII съезда КПСС.
После выхода на пенсию проживал в Донецке.

## Награды
- Герой Социалистического Труда
- Орден Ленина
- Орден Трудового Красного Знамени (23.05.1975)
- Полный кавалер знака «Шахтёрская слава»